# В'язівоцька загальноосвітня школа
В'язівоцька загальноосвітня школа І-ІІІ ступенів — україномовний навчальний заклад І-III ступенів акредитації у селі В'язівок, Павлоградського району Дніпропетровської області.

## Загальні дані
В'язівоцька загальноосвітня школа І-ІІІ ступенів розташована за адресою: вул. Жовтнева, 28, село В'язівок (Павлоградський район) — 51452, Україна.
Директор закладу — Герасименко Тетяна Анатоліївна.
Мова викладання — українська.
Профільна направленість: Суспільно-гуманітарний, Природничо-математичний..  
Школа бере участь в регіональних та міжнародних освітніх програмах: Модернізація сільської освіти Дніпропетровщини.
Новий корпус школи побудований у 1969 році. Першим директором була Петрига Марія Іванівна.
Школа була учасником Міжнародної виставки "Сучасна освіта в Україні" у 2005 р., 2007 р., 2008 р..
У 1981 році школі присвоєне звання "Зразкова установа освіти в Дніпропетровській області" 
У школі викладається спецкурс «Європейський  вибір України».
Досвідчений, талановитий, творчий педагогічний колектив створює умови для організації природничого профілю навчання, поглибленого вивчення біології, хімії, валеології, географії та інтелектуального, морального, естетичного, фізичного самовираження учнів шляхом рівного доступу до якісної освіти в умовах соціально-педагогічного комплексу.
На базі школи працює В'язівоцький народний музей. Раніше він знаходився в приміщенні колгоспної контори та займав площу 280 кв. метрів. Однак з реформуванням колгоспу контора перейшла у власність пайовиків. Тому було прийнято рішення перенести музей у приміщення школи. В'язівоцький музей по-своєму унікальний. Він був відкритий ще в 1947 році. У народному музеї зібрана унікальна колекція рушників, одягу та посуду 19 і 20 століття.

## Сьогодення
У загальноосвітній  школі визначена українська мова навчання, поглиблене вивчення російської та української мови.
У 2011-2012 начальному  році:
Загальна  кількість класів - 11;
Загальна кількість учнів - 148. 
Серед них:
1-4 класи - 52 учня;
5-9 класи - 73 учня;
10-11 класи - 23 учня. 
У школі працює  18 вчителів.
Серед них:
спеціалістів з вищою категорією - 3;
спеціалістів з першою категорією - 5;
спеціалістів з другою категорією - 4;
спеціалістів - 6
Працівники школи мають педагогічні звання:
"Старший вчитель" - 1;
"Вчитель-методист" - 3;
"Відмінник освіти" - 6.

## Джерело-посилання
- Школа на сайті Павлоградського району [Архівовано 5 березня 2016 у Wayback Machine.]